# Mirepoix (kuchařství)
Mirepoix je směs celeru, 

mrkve a cibule, která se často používá ve francouzské kuchyni. Existuje mnoho regionálních variant, jež mohou obsahovat různé další přísady nebo koření. Mirepoix syrové, pečené, vařené případně restované na másle nebo olivovém oleji slouží jako základ do celé řady pokrmů, jako jsou vývary, polévky, omáčky či dušené pokrmy.
Tato kombinace surovin bývá často označována jako takzvaná svatá trojice.

## Dějiny
Termín mirepoix pochází z 18. století, přestože tato gastronomická technika je pravděpodobně mnohem starší. Tak jako řada jiných názvů ve francouzské kuchyni je i tento odvozen ze jména šlechtice, vévody z Mirepoix (1699 – 1757), který zaměstnával kuchaře, jenž tuto techniku úpravy pokrmů často používal.